# Велотон Берлин
Велотон Берлин (англ. Velothon Berlin), до 2014 года ПроРейс Берлин (англ. ProRace Berlin) — шоссейная однодневная велогонка, с 2011 по 2015 год проводившаяся в столице Германии. Входила в календарь Европейского тура UCI под категорией 1.1. 
Гонка являлась частью одноименного велосипедного фестиваля, программа которого включала различные развлекательные мероприятия. Традиционным событием фестиваля, помимо профессионального соревнования, была массовая гонка среди любителей (гран-фондо), участие в которой в 2013 году приняли более 12 тысяч велосипедистов. За мероприятием вдоль маршрута наблюдали около 300 тысяч жителей Берлина и гостей города.

## Призёры
| Год             | Победитель       | Второй          | Третий           |
| --------------- | ---------------- | --------------- | ---------------- |
| ProRace Berlin  |                  |                 |                  |
| 2011            | Марсель Киттель  | Джакомо Ниццоло | Алексей Марков   |
| 2012            | Андре Грайпель   | Рюдигер Зелиг   | Раймонд Кредер   |
| 2013            | Марсель Киттель  | Маттео Пелукки  | Андре Грайпель   |
| Velothon Berlin |                  |                 |                  |
| 2014            | Раймонд Кредер   | Сэм Беннетт     | Александр Порсев |
| 2015            | Рамон Синкельдам | Сэм Беннетт     | Зико Вайтенс     |